# X.400
X.400 es un estándar conforme al Modelo de interconexión de sistemas abiertos OSI, para el intercambio de correo electrónico (por entonces se llamaban Mensajes Interpersonales o IPMs) desarrollado por el ITU-T (por entonces llamado CCITT) con el beneplácito del ISO desde el año 1984. X.400 es un protocolo de la capa de Aplicación.
Como le pasó a la mayor parte de los estándares OSI del Nivel de aplicación no soportó la competencia con el protocolo similar Internet, en este caso el SMTP. El correo X.400 llegó a tener una base de usuarios relativamente amplia, especialmente en Europa, sobre todo en entornos corporativos y de investigación. El modelo de correo era más robusto y completo que el equivalente de Internet. Su sistema de direcciones de correo, basado en X.500, era demasiado complicado para la época, aunque muchísimo más potente. Como todos los estándares OSI, este era el recomendado/soportado por las compañías telefónicas (por la época y en Europa casi todas eran monopolios estatales) que ofertaban unas tarifas de conexión muy  excesivas. Un poco por todo ello el estándar OSI no tuvo gran aceptación. No obstante aún se usa el correo X.400 en algunas aplicaciones sectoriales que requieran mayor seguridad e integridad (como aplicaciones militares), y es el modelo que hay por debajo de aplicaciones relativamente populares como Lotus Notes.

La primera versión de X.400 es de 1984 (el Libro Rojo), se revisó en profundidad en 1988 (Libro Azul). Se le añadieron nuevas funciones en 1992 (Libro Blanco), y en sucesivas actualizaciones.
Los principales protocolos de X.400 eran: P1 para comunicación entre MTA's (las "estafetas electrónicas"), P3 entre agentes de usuario (UA, o sea el programa de correo electrónico del usuario final) y MTA, y P7 entre UA y almacenes de mensajes.
Se definieron protocolos conceptuales para la comunicación entre UAs, a pesar de que esto no podía darse directamente, usando P1 y P3 como canal fiable. Este protocolo se llamó P2 en Libro Rojo y P22 en el Libro Azul.
Algunas características sobresalientes de X.400 eran la separación entre contenido y "sobre", las direcciones estructuradas, la posibilidad de contenido multimedia (en MIME) y el tratamiento integral del cifrado y autentificación. Dado que las operadoras de X.400 eran las Telefónicas se describieron pasarelas hacia otros servicio como el télex, el fax o el correo ordinario. El hecho de que requiriera control centralizado, puede que tenga que ver con el hecho de que no tuviera mucho éxito.

## Productos X.400
- AddOnMail - Agente de usuario X.400
- Boldon James - Agente de usuario X.400
- Isode Ltd - M-Switch X.400 (P1/P3) & M-Store X.400 (P7)
- NET-TEL - Agente de usuario X.400 y Servidores (MTA and P7 MS)
- Atos Origin (enlace roto disponible en Internet Archive; véase el historial, la primera versión y la última). - Servidor MXMS X.400
- Skysoft Servicios (enlace roto disponible en Internet Archive; véase el historial, la primera versión y la última). - Agente de usuario X.400 (MTA-P3 and MS-P7) / AMHS - MMHS